# Lyndon Harrison
Pour les articles homonymes, voir Harrison.
Lyndon Henry Arthur Harrison, baron Harrison, né le 28 septembre 1947 et mort le 18 octobre 2024,, est un homme politique du parti travailliste britannique.

## Biographie
Harrison est né le 28 septembre 1947 de Charles et Edith Harrison. Il fait ses études à la City of Oxford High School for Boys, une école publique d'Oxford. Il fréquente ensuite l'Université de Warwick, où il obtient en 1970 un baccalauréat ès arts (BA) en études anglaises et américaines. Il poursuit ses études à l'Université du Sussex où il obtient une maîtrise ès arts (MA) en études américaines en 1971.
Il est conseiller local du parti travailliste de 1981 à 1990, siégeant au conseil du comté de Cheshire. Il est Député européen de 1989 à 1999, représentant la circonscription de Cheshire West. Il est créé pair à vie le 28 juillet 1999 en prenant le titre de baron Harrison, de Chester dans le comté de Cheshire et participe régulièrement aux débats à la Chambre des lords. Il démissionne le 11 juillet 2022.
Harrison est un humaniste, membre du All Party Parliament Humanist Group et un éminent partisan des Humanists UK. Il est également associé honoraire de la National Secular Society.